# Zjevení

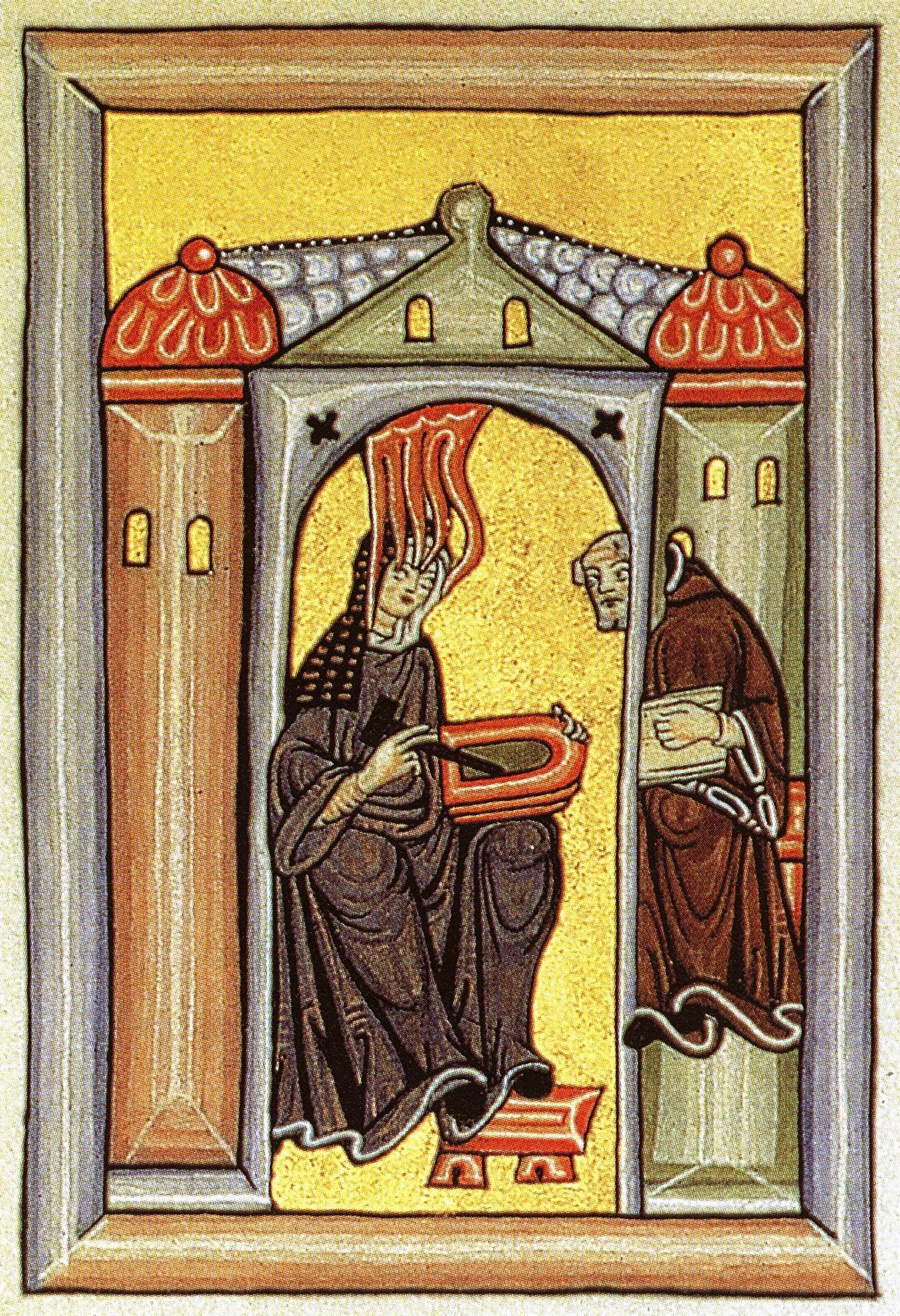
Německá křesťanská mystička Sybila Rýnská aneb Hildegarda z Bingenu dostává božskou inspiraci v podobě vidění a diktuje ji svému písaři, který ji zakresluje na voskovou tabulku. (Iluminace z ilustrovaného díla „Scivias“ od Sybily Rýnské z poloviny 12. století)

Zjevení (neboli revelace z lat. revelatio odhalení) označuje v náboženstvích, která se odvolávají na božský původ své nauky, komunikační proces, kterým se dává v těchto náboženstvích Bůh poznat a kterým ozřejmuje člověku svou vůli. V přeneseném smyslu se pak jako zjevení označuje i obsah tohoto poselství.
Osoba, které je zjevení nejprve určeno a která je pak zvěstuje dále ostatním, se obvykle označuje jako prorok, vizionář či posel (resp. anděl). Samotné zjevení se může udát vícero způsoby, např. cestou vizionáře do nebe či do podsvětí (např. Zjevení Janovo a další apokalypsy), prostřednictvím snu (poselství určené Josefovi v Matoušově evangeliu) či skrze extázi, kdy dochází ke komunikaci pouze na duchovní rovině.
Obsahem jednotlivých zjevení mohou být události budoucí, které se případně mohou týkat i konce světa (eschatologie), události nebeské, které se týkají Boha, andělů (apokalyptika, kniha Daniel, 2. list Korintským 12), či interpretace současných událostí (např. první kapitoly Zjevení Janova).
Zjevení konkrétním osobám se označují také jako revelace; asi nejrychleji se Evropou ve 13. a 14. století šířily revelace švédské mystičky sv. Brigity (které do češtiny přeložil už Tomáš Štítný ze Štítného) a německých řeholnic sv. Gertrudy a sv. Mechtildy. Podobný pojem je vidění; známé je vidění slepé cisterciačky sv. Luitgardy.

## Jiný význam
V katolické teologii pak pojem zjevení má kromě předešlých významů i jiný význam: myslí se jím věroučné pravdy ve svém celku (latinsky depositum fidei), tedy souhrn veškeré komunikace Boha vůči člověku, která je zachycena v Písmu svatém, Tradici a učitelském úřadu církve.